# Garota Errada
Garota Errada é uma websérie brasileira criada e roteirizada por Manu Gavassi, com direção de Daniel Tupinambá e a produção de Young Republic Films em parceria com o escritório F/Simas e a gravadora Universal Music. A série retrata sobre a vida pessoal e profissional de Manu Gavassi.

## Produção
A ideia de Manu em criar a websérie surgiu após ela achar várias anotações auto reflexivas que ela escrevia de forma leve e engraçada sobre as fases de sua vida, desde problemas e defeitos pessoais e julgamentos alheios que as pessoas faziam sobre ela. Todo o roteiro e direção criativa do projeto foi criado por Manu e possui a produção de Young Republic Films, em parceria com o escritório F/Simas e a gravadora Universal Music. O nome da websérie é inspirado no seu primeiro single "Garoto Errado", lançado em 2010.
Em 2020, Gavassi decidiu aproveitar o engajamento que a sua participação no Big Brother Brasil ia lhe proporcionar, para divulgar sua websérie Garota Errada, gravando em três dias mais de 100 vídeos, sendo publicados em seu Instagram e YouTube 77 vídeos, retratando de forma divertida sua participação no reality, com vídeos para várias possibilidades e situações que ocorressem com ela durante o confinamento, sendo bastante elogiada por sua estratégia de marketing para divulgar seu trabalho, enquanto confinada no reality.
Em junho de 2021, a websérie foi finalista na lista entre as 85 melhores produções da América Latina e Península Ibérica, na categoria 11 a 15 Ficção, com o episódio "Crise de Meia Idade", no Festival comKids – Prix Jeunesse Iberoamericano 2021. O Festival busca premiar os destaques no universo infantojuvenil com avaliações no âmbito audiovisual, direção e produção, ressaltando que a websérie é dirigida e roteirizada por Gavassi.

## Adaptação para série
Em abril de 2020, foi noticiado que a plataforma de streaming Globoplay estaria interessada em produzir a série, devido a grande repercussão e sucesso que recebeu. Em uma entrevista ao G1, Gavassi confirmou que transformará Garota Errada em uma série e que já possui 3 episódios de 30 minutos prontos. Ela também revelou em uma entrevista para UOL, que existe sim a possibilidade de ir para TV ou streaming e ter a direção do ator Selton Mello e a participação da atriz Bruna Marquezine.

## Sinopse

### Temporada 1
A primeira temporada relata a vida pessoal e profissional de Manu Gavassi, retratando de forma leve e engraçada sobre as fases de sua vida, desde problemas e defeitos pessoais e julgamentos alheios que as pessoas fazem sobre ela.

### Temporada 2
A segunda temporada relata de forma divertida a participação de Manu Gavassi no reality show Big Brother Brasil 20, com vídeos com várias possibilidades e situações que ocorressem com ela durante o confinamento.

## Elenco

### Elenco principal
- Manu Gavassi

### Participações especiais
- Alencar Reinhold
- Catarina Gavassi
- Dani Gavassi
- Dan Valbusa
- Diego Montez
- Gabriel Miller
- Gabriel Rocha
- Gabi Lopes
- Giordana Serrano
- João B
- João Côrtes
- Larissa Manoela
- Lucas Silveira
- Mariana Andrade
- Marcelinho Ferraz
- Marina Peixoto
- Mika Guluzian
- Zé Luiz

## Episódios
| Temporada | Temporada | Episódios | Estreia original                               |
| --------- | --------- | --------- | ---------------------------------------------- |
|           | 1         | 5         | 5 de dezembro de 2018 - 12 de dezembro de 2018 |
|           | 2         | 77        | 21 de janeiro de 2020 - 28 de abril de 2020    |

## Prêmios e indicações
| Ano  | Prêmio                             | Categoria                                     | Resultado | Ref.   |
| ---- | ---------------------------------- | --------------------------------------------- | --------- | ------ |
| 2020 | Meus Prêmios Nick                  | Conteúdo Digital do Ano                       | Venceu    | [ 26 ] |
| 2021 | Festival comKids                   | 11 a 15 Ficção                                | Indicado  | [ 27 ] |
| 2021 | Festival Internacional Rio Webfest | Melhor Casting de Comédia                     | Indicado  | [ 28 ] |
| 2021 | Festival Internacional Rio Webfest | Melhor Série de Comédia                       | Indicado  | [ 28 ] |
| 2021 | Festival Internacional Rio Webfest | Melhor Série ou Vídeo (Voto Popular)          | Indicado  | [ 28 ] |
| 2021 | Festival Internacional Rio Webfest | Melhor Série Brasileira                       | Indicado  | [ 28 ] |
| 2021 | Festival Internacional Rio Webfest | Melhor Atriz em Comédia (Manu Gavassi)        | Indicada  | [ 28 ] |
| 2021 | Festival Internacional Rio Webfest | Direção Selecionada New Jersey Web Fest (USA) | Venceu    | [ 28 ] |